# Uperoleia daviesae
Uperoleia daviesae är en groddjursart som beskrevs av Young, Tyler och Kent 2005. Uperoleia daviesae ingår i släktet Uperoleia och familjen Myobatrachidae. IUCN kategoriserar arten globalt som otillräckligt studerad. Inga underarter finns listade i Catalogue of Life.